# Fem FM
Fem FM foi uma estação de rádio inglesa, fundada em Bristol em 1992.  Criada por Caroline Mitchell e Trish Caverly, foi a primeira estação de rádio britânica exclusivamente feita por mulheres.
Começou as transmissões no dia 8 de março de 1992, Dia Internacional da Mulher, operando numa frequência FM de duração e alcance limitados (Restricted Service License, RSL) a partir de um estúdio no centro de Bristol. Com uma equipa principal de 13 mulheres e mais de 200 voluntárias, o grupo assegurou dezanove horas diárias de programação ao longo de oito dias. O projeto levou cerca de um ano a organizar e concretizar, sendo assegurado pelo trabalho das voluntárias, que conseguiram recolher cerca de 20 mil libras para cobrir custos. Entre as entidades financiadoras do projeto estavam a Fundação Calouste Gulbenkian; uma companhia aérea, que estava a publicitar uma tripulação de cabine exclusivamente feminina, patrocinou o período de transmissão.
A iniciativa teve novas iterações com uma série de oficinas práticas em 2015, e também em 2022.

## Impacto e legado
A programação e o arquivo fotográfico do período inicial de transmissões, bem como outros documentos da organização da estação, estão preservados no arquivo da cidade de Bristol.
Várias mulheres que passaram pelas iniciativas da Fem FM acabaram por prosseguir carreiras ligadas à rádio (ou áudio em geral), casos de Sue Clark (produtora de rádio, galardoada com um Sony Award), DJ Ritu (DJ e locutora que passou pela BBC World Service) ou Jasmine Ketibuah-Foley (locutora que continuou na Ujima Radio CIC e, mais tarde, integrou a equipa da BBC News online enquanto jornalista).
Pioneira no panorama radiofónico britânico, a Fem FM serviu de inspiração para outras estações de rádio produzidas e dirigidas exclusivamente por mulheres, que surgiram mais tarde no Reino Unido, como a Venus FM ou a Brazen Radio.
Em 2022, a propósito do 30º aniversário da transmissão inicial, estudantes da University of the West of England, dirigidos por Libby Sharp, em colaboração com a organização Sound Women South West produziram um documentário de três episódios sobre a Fem FM. The Story of Fem FM foi transmitido em 19 estações de rádio comunitárias britânicas, no dia 8 de março de 2022.